# Jakub Frostig
Jakub Piotr Frostig, Jacob Peter Frostig (ur. 25 marca 1896 w Bełzie, zm. 21 października 1959 w Los Angeles) – polski i amerykański lekarz psychiatra, autor podręcznika psychiatrii, dyrektor szpitala psychiatrycznego „Zofiówka”, jeden z pionierów leczenia wstrząsami insulinowymi w Polsce i Stanach Zjednoczonych.

## Życiorys
Pochodził z postępowej żydowskiej rodziny; jego rodzicami byli lekarz ogólny, praktykujący od 1897 roku w Bełzie, Henryk (Hersz) Frostig (1861–po 1926) i Rachela Lea Frostig. Uczęszczał do VI Gimnazjum we Lwowie, od 1906 do 1914 roku. Maturę zdał z wyróżnieniem. Następnie rozpoczął studia lekarskie na Uniwersytecie Wiedeńskim. Z powodu wybuchu I wojny przerwał naukę; w 1916 roku powołany do wojska austriackiego i walczył na froncie rosyjskim, uzyskał stopień podporucznika i został odznaczony Srebrnym Medalem za Odwagę drugiej klasy. Ukończył studia w roku 1921, uzupełniał studia w dziedzinie psychiatrii pod kierunkiem Juliusa Wagnera-Jauregga, Paula Schildera, Josefa Gerstmanna i Constantina Economo. Odbył krótką analizę u Ottona Fenichela. W latach 1922–1932 mieszkał we Lwowie i pracował w Oddziale Neurologiczno-Psychiatrycznym Szpitala Powszechnego oraz jako kierownik Oddziału Neurologiczno-Psychiatrycznego Szpitala Wojskowego DOK VI. 10 lipca 1924 roku nostryfikował dyplom w Uniwersytecie im. Jana Kazimierza we Lwowie. Opracował dwutomowy podręcznik psychiatrii (Psychjatrja), wydany w 1933 przez Zakład Narodowy im. Ossolińskich z przedmową Aleksandra Domaszewicza. Należał do komitetu wydawniczego „Rocznika Psychiatrycznego” i był członkiem Polskiego Towarzystwa Psychiatrycznego.
1 sierpnia 1932 został dyrektorem szpitala psychiatrycznego „Zofiówka” w Otwocku.
Jego najbardziej doniosłym osiągnięciem było zmodyfikowanie metody leczenia schizofrenii dużymi dawkami insuliny. Osobiście zebrał znaczny materiał i opublikował go z własnymi spostrzeżeniami m.in. ustalając optymalną dawkę leku. Był jednym z pionierów terapii elektrowstrząsowej. Przypisuje mu się również wprowadzenie elektronarkozy.
W 1938 roku wyjechał do Stanów Zjednoczonych, zaproszony dla zaprezentowania swej metody leczenia w Harlem Valley State Hospital i tam pozostał na stałe. Pracował nadal nad wstrząsami insulinowymi. Następnie przeniósł się do Kalifornii, gdzie pracował w Cedars of Lebanon Hospital, wykładał psychiatrię w College of Medical Evangelists i był konsultantem w Klinice Psychologii Uniwersytetu Południowej Kalifornii.
Zmarł w 1959 roku na chorobę wieńcową. Pochowany jest na cmentarzu Forest Lawn Memorial Park (Glendale).
Od 1924 roku żoną była Marianne Bellak (1906–1985), która opracowała znaną metodę edukowania dzieci mających kłopoty z nauką używając metod m.in. znanych z pedagogiki, psychologii czy neurologii. W 1947 roku założyła w Pasadenie w Kalifornii szkołę Frostig Centre, działającą do dziś. Mieli syna Thomasa i córkę Ann Marie, zamężną za fizykiem Charlesem Robertem Millerem.
Do kręgu znajomych Frostiga zaliczali się Ludwik Fleck, Kazimierz Twardowski, Bruno Schulz i Irena Solska.

## Wybrane prace
- Analiza tremy koncertowej jako przykład metody. Polska Gazeta Lekarska 5 (16, 17), 303–305, 325–327, 1926
- Das Schizophrene Denken: Phänomenologische Studien zum Problem der Widersinnigen Sätze. Leipzig: Georg Thieme, 1929
- Beitrag zur Phänomenologie der autistischen Gestalts- und Wortneubildung. „Zeitschrift für die gesamte Neurologie und Psychiatrie”. 125 (1), s. 700–733, 1930. DOI: 10.1007/BF02880295.
- Versuch einer Pharmakotherapie psychovegetativer Symptome im Wege einer Umschaltungssperre. „Zeitschrift für die gesamte Neurologie und Psychiatrie”. 142 (1), s. 245–263, 1932. DOI: 10.1007/BF02866134.
- „Nerwice” W: Almanach Lekarski na rok 1932. Warszawa, 1932 (ss. 111–116)
- Psychjatrja. Lwów: Wydawnictwo Zakładu Narodowego im. Ossolińskich, 1933
- J. Frostig, H. Engelberg. Über die Beeinflussung der Ausscheidung von Veronal durch kleine Diuretindosen. „Zeitschrift für die gesamte experimentelle Medizin”. 87 (1), s. 132–136, 1933. DOI: 10.1007/BF02610478.
- „Psychopatologia dzieci i młodzieży” W: Łempicki S. (red.) Encyklopedia wychowania. T. 1. Wychowanie. Warszawa: Nasza Księgarnia, 1933 (ss. 399–434)
- O leczeniu schizofrenii stanami hipoglikemicznemi. Wiedza Lekarska 10 (9), 257–261, 1936
- Frostig J., Kister J., Manasson W., Matecki W. Doświadczenia nad leczeniem insulinowem schizofrenji. Rocznik Psychiatryczny 28, 136–156, 1936
- Vorläufige Richtlinien für eine systematische Anwendung der Hypoglykämiebehandlung bei Schizophrenen nach der Methode Dr. Sakel und für eine methodische Beschreibung des Verfahrens und der Ergebnisse. Wien: Ars Medici, 1937
- Erfahrungen mit der Insulintherapie bei schizophrenen unter besonderer Berücksichtigung der klinischen Probleme. Schweizer Archiv für Neurologie und Psychiatrie 39 (Erg.-H.), 153–157, 1937
- Frostig J., Kister J., Manasson A., Matecki W. W sprawie leczenia schizofrenii insuliną. Warszawskie Czasopismo Lekarskie 14 (3), 47–50, 1937
- Frostig J.P., Wortis J.. Sakel's pharmacologic shock treatment for schizophrenia; tentative directions and system of recording. „Archives of Neurology and Psychiatry”. 39 (2), s. 219–231, 1938. DOI: 10.1001/archneurpsyc.1938.02270020009001.
- O leczeniu schizofrenii insuliną. Klinika Współczesna 6 (6), 344–346, 1938
- Frostig J.P., Persyko J., Persyko H. The quotient of blood sugar fall. A contribution to the question of insulin sensitization. American Journal of Psychiatry 94, ss. 226–229, 1938
- Technique of Insulin-Shock Therapy. San Francisco, 1939
- Himwich H.E., Frostig J.P., Fazekas J.F., Haddidian Z. The Mechanism of the Symptoms of Insulin Hypoglycemia. American Journal of Psychiatry 96, 371–385, 1939
- H. E. Himwich, J. P. Frostig, J. F. Fazekas, H. Hoagland, Z. Hadidian. Clinical, Electroencephalographic, and Biochemical Changes During Insulin Hypoglycemia. „Proceedings of the Society for Experimental Biology and Medicine”. 40 (3), s. 401–402, 1939. DOI: 10.3181/00379727-40-10431P.
- F.H. Lewy, H.E. Himwich, J.P. Frostig, T.D. Spies. The Effect of Cocarboxylase upon Metabolism and Neuro-Psychiatric Phenomena in Pellagrins with Beriberi. „Science”. 90 (2328), s. 141, 1939. DOI: 10.1126/science.90.2328.141. PMID: 17829078.
- Clinical Observations in the Insulin Treatment of Schizophrenia. Preliminary Report. American Journal of Psychiatry 96, 1167–1190, 1940
- Frostig J.P., Spjes T.D. The Initial Nervoue Syndrome of Pellagra and Associated Defficiency Diseases.American Journal of the Medical Sciences 199 (2), 268–274, 1940
- Frostig J.P., Schreiber J., Bennett C.R., Thomas G.F. Insulin convulsions, a method of prevention. American Journal of Psychiatry 98, 369–373, 1941
- Frostig J.P., Rossman I.M., Cline W.B., Schwoerer O. Protracted shock: its cause and its prevention. American Journal of Psychiatry 98 (2), 192–195, 1941
- Frostig J.P., Harreveld A., Reznick S., Tyler D.B., Wiersna C.A.G. Electronarcosis in animals and in man. Archives of Neurology and Psychiatry 51 3), 232–242, 1944